# Csardas aus "Die Fledermaus"
Inte att förväxlas med Neuer Csardas für "Die Fledermaus"
Csardas aus "Die Fledermaus" är en komposition (utan opusnummer) av Johann Strauss den yngre. Den spelades första gången den 25 oktober 1873 i Gyllene salen i Musikverein i Wien.

## Historia
Söndagen den 19 oktober 1873 stod det att läsa följande notis i tidningen Fremden-Blatt: "Hovbalsmusikdirektören Johann Strauss organiserar en intressant konsert den 25 denna månad i [Gyllene] salen i Musikverein. Det digra programmet kommer utökas med Wiener Männergesang-Verein, Fröken Geistinger och Fru Rosa Csillig. Under kompositören Johann Strauss personliga ledning kommer Wiener Männergesang-Verein framföra hans briljanta vals Bei uns z'Haus. Fröken Geistinger kommer framföra en nyligen komponerad csárdás av Strauss och Fru Csillig flera vokalverk. Naturligtvis kommer programmet också innehålla de senaste och populäraste melodierna av valskungen".
Konserten ägde rum på Strauss 48-årsdag och bland verken som framfördes fanns "Csárdás för röst (för första gången) av Johann Strauss. (Marie Geistinger)". Texten till denna vokala csárdás var skriven av Richard Genée, dirigent vid Theater an der Wien där sopranen Marie Geistinger delägare. Verket rönte ingen större uppmärksamhet i pressen men fem dagar senare stod det följande i Fremden-Blatt (30 oktober 1873): "...Johann Strauss är för närvarande upptagen med att komponera en ny operett för Theater an der Wien, vilken kommer att få premiär i januari [1874]. Csárdásen som nyligen framfördes av Fröken Geistinger i Gyllene salen i Musikverein kommer från denna nya operett". Den 'vokala csárdás' som nämndes kom att få en framträdande plats (som sångnummer Nr 10) i akt II av den nya operetten Die Fledermaus, då sjungen av Marie Geistinger i rollen som Rosalinde.
Efter Strauss död 1899 hamnade originalpartituret så småningom hos Wiener Stadt-und Landesbibliothek genom en auktion i München 1962. Partituret innehöll givetvis Rosalindes Csárdás für Gesang und Orchester såsom Marie Geistinger hade framfört den. Men omedelbart efter detta vokalverk följer i noterna en rent instrumental version av samma nummer med endast små differenser och betitlad: 'Csárdás für Orchester'. Detta publicerades inte förrän 1968 i den slutliga versionen av musiken till Die Fledermaus utförd av dirigenten Hans Swarowsky. Han ansåg att, av de två versionerna, skulle den rent instrumental prioriteras. Straussexperten Fritz Racek var av samma åsikt: "Strauss kan mycket väl ha komponerat en rent instrumental csárdás innan han bestämde sig för att sätta ord till den av Richard Genée och inkludera den i programmet till konserten. Men vad gäller operetten var den från början otvetydigt tänkt som ett vokalnummer". Racek såg på csárdásen som ett självständigt verk och som sådan placerade han den bland Strauss andra instrumentalkompositioner. 
Den rena orkesterversionen framfördes första gången den 25 oktober 1874 (ett år efter den vokala premiären) av Eduard Strauss vid en av hans söndagskonserter med Capelle Strauss i Musikverein.

## Om verket
Speltiden är ca 4 minuter och 34 sekunder plus minus några sekunder beroende på dirigentens musikaliska tolkning.

## Weblänkar
- Csardas aus "Die Fledermaus" i Naxos-utgåvan.